# Дівчина, що читає лист біля відкритого вікна
«Дівчина, що читає лист біля розкритого вікна» (нід. Brieflezend Meisje bij het Venster) — картина нідерландського художника Яна Вермера (1632—1675). Створена в 1657 або 1659 році. Зберігається у Галереї старих майстрів, Дрезден (інвен. номер Gal.-Nr. 1336).

## Історія
У 1724 році під час правління Августа III Саксонського картина поступила до Дрезденської галереї. Спочатку прписувалась пензлю Рембрандта або автору, який працював в «манері Рембрандта».
Повернено ім'я Вермера у 1806 році, а в 1862 році була гіпотетично ідентифікована із «Дівчиною, що читає у кімнаті», що згадана під номером 22 каталогу аукціону Пітера ван дер Ліпа, який відбувся у 1772 році в Амстердамі. Тоді картина оцінювалася у 110 флоринів.

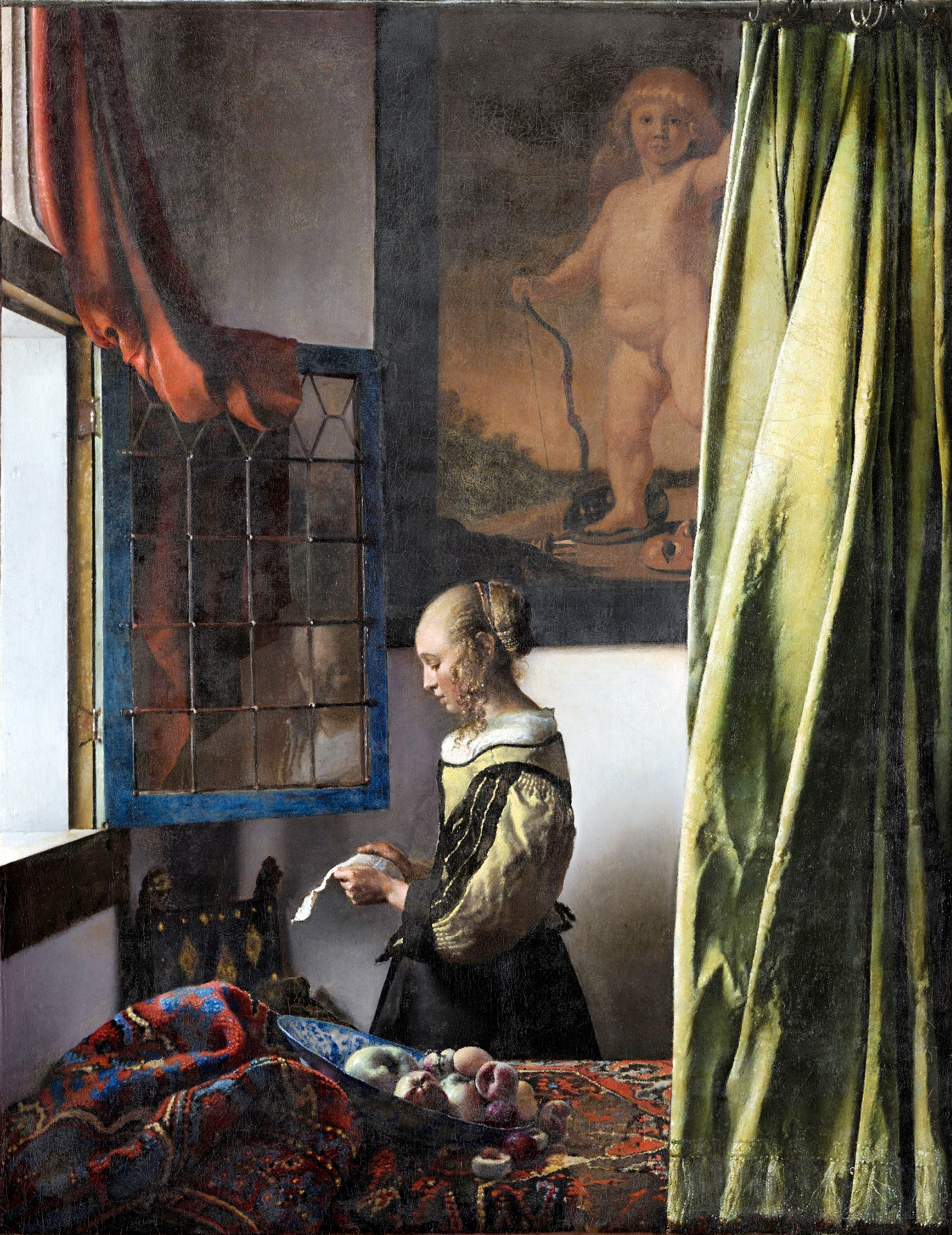
Картина після рестовраціі. 2021 рік.

## Опис
На картині зображена дівчина у профіль, яка за столом читає лист від коханого. Мотив листа часто зустрічається і в інших картинах Вермера. У куті кімнати стоїть гарне крісло із шкіряною спинкою, у той час як передній план занятий столом, вкритим щільним східним килимом, на який поставлена таця з фруктами, схожа на ту, що зображена у «Дівчині, що спить» з Музею Метрополітен у Нью-Йорку. Кімната та сама, тільки показана зі сторони розділеного на квадрати вікна, що не зображене на нью-йорській картині. Ліворуч зелена портьєра відділяє сцену від глядача: живописний прийом, який застосовували багато голлданських художників; у той час, як червона завіса звисає над вікном.
Схема картини стане типовою для творів Вермера. Незвична проробка найдрібніших деталей: можна відрізнити кожну ворсинку вовняної тканини і пилинку на поверхні килима; кожну складк сукні дівчини; сам матеріал віконного скла. Художник відкрив новий спосіб зображення світла, яке, надходить із окремиї джерел, об'єднується і зосереджує увагу глядача на головному персонажі.
Проведені дослідження роботи в рентгенівських променях свідчать про те, що на полотні художник планував зобразити амура. Дослідник Норберт Шнейдер бачить у натюрморті та зім'ятій скатертині на столі символи порушеної обітниці подружньої вірності і позашлюбних відносин. Яблука і персики є алюзією на біблійну історію гріхопадіння.